# Yann Cevaer
Yann Cevaer, nacido en Lopérec, fallecido hacia 1717 probablemente en Pleyben, fue un escultor bretón, siendo famoso (como dos probables parientes de nombre Yves) principalmente por los retablos de varias iglesias de Bretaña: Lopérec, Pleyben, Saint-Ségal, etc.
Principales obras:

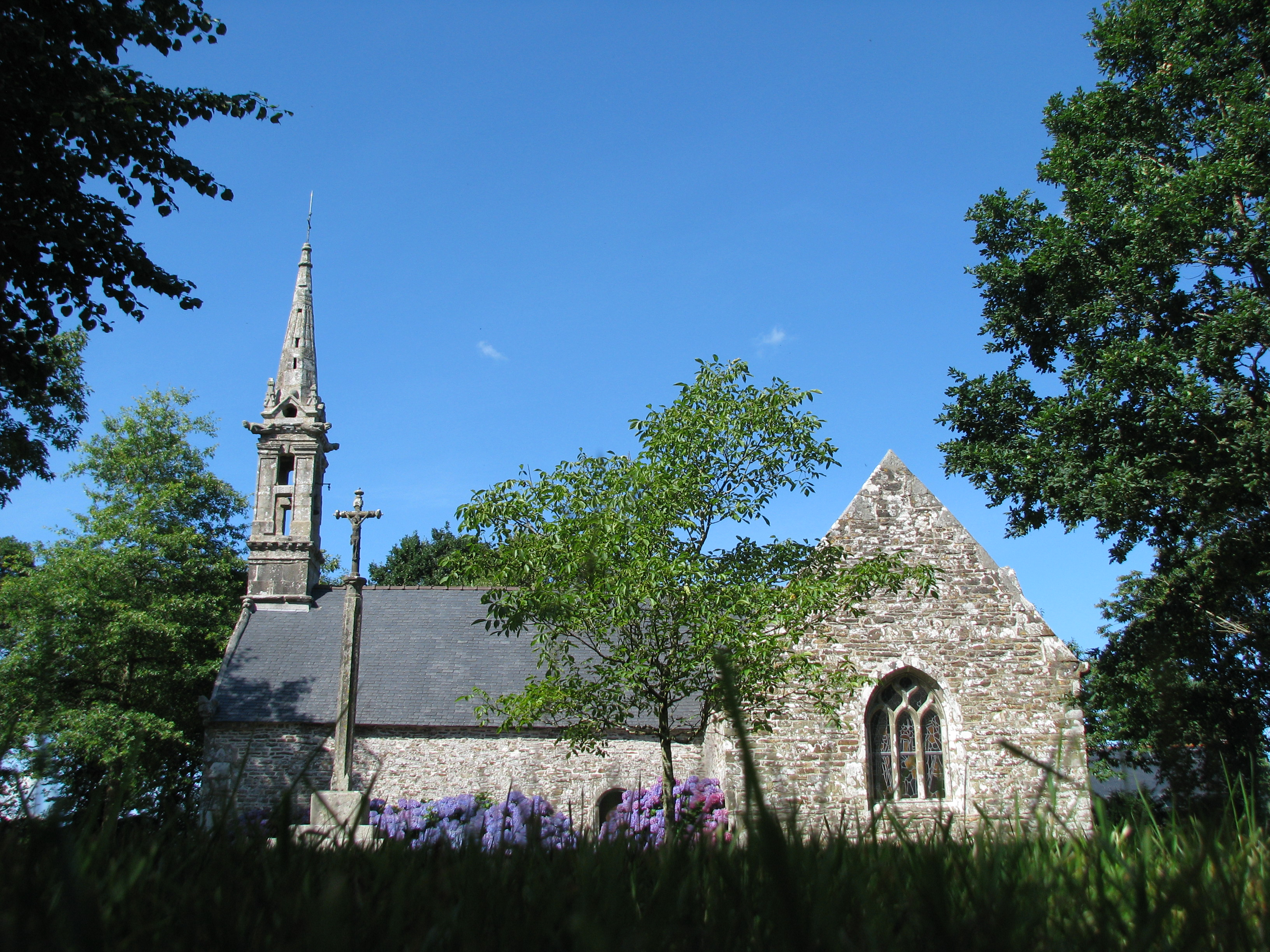
Vista exterior de la capilla de San Juan en Le Cloître-Pleyben

- Retablo del Rosario, de la iglesia parroquial de Saint-Pérec

en Lopérec, madera tallada policromada.
- Retablo de la capilla de San Juan Bautista de Le Cloître-Pleyben, madera policromada.[2]